# Ilie Dumitrescu
Ilie Dumitrescu (Bucarest, 6 gennaio 1969) è un allenatore di calcio, dirigente sportivo ed ex calciatore rumeno, di ruolo attaccante, e opinionista per DigiSport Romania.

## Carriera

### Club
Dumitrescu è entrato nelle giovanili della Steaua nel 1977, all'età di otto anni. Ha giocato in tutte le formazioni, finché non è approdato in prima squadra ad aprile 1987. È tuttora ricordato come uno dei migliori calciatori prodotti dal vivaio della Steaua.
Ha debuttato in Divizia A, ma è stato prestato subito all'Olt, per ottenere un po' di esperienza. La Steaua, infatti, aveva vinto da poco la Coppa dei Campioni e non c'era spazio per un giovane calciatore. All'Olt, invece, è stato impiegato con regolarità, nel ruolo di terzino sinistro. Non è stata, comunque, la sua posizione adatta, poiché ha dimostrato nel corso della carriera di rendere maggiormente in posizione più avanzata. Durante questa esperienza, il famoso allenatore rumeno Mircea Lucescu gli ha predetto una carriera scintillante.
Al termine del campionato, è tornato alla Steaua ed ha ottenuto il posto da titolare, a soli diciannove anni. È diventato uno dei calciatori più importanti della squadra, giocando al fianco di Marius Lăcătuș e Gheorghe Hagi.
Dopo il campionato del mondo 1990, Dumitrescu è restato alla Steaua e ne è diventato il capitano: l'ha guidata alla vittoria in campionato nel 1993 e ai quarti di finale della Coppa delle Coppe, nello stesso anno. Ha partecipato al Mondiale 1994 e, al termine della manifestazione, è stato acquistato dal Tottenham Hotspur. Sfortunatamente, però, non è riuscito a dare il suo solito contributo, al di fuori della Romania.
Dumitrescu è stato comunque ceduto in prestito al Siviglia nel 1995 e il club andaluso ha anche ottenuto il diritto di riscattare il cartellino.
In Spagna, Dumitrescu ha giocato delle buone partite, ma il presidente del Siviglia ha ritenuto che la richiesta economica del Tottenham fosse troppo alta e, perciò, non ha riscattato il calciatore.
Dopo aver giocato per il Tottenham nella prima parte del campionato 1995-1996, è stato ceduto al West Ham United. Il tecnico degli Hammers, Harry Redknapp, lo ha infatti espressamente richiesto alla società. Dumitrescu ha però avuto dei problemi con il permesso di lavoro e, quando è arrivato, la stagione era ormai agli sgoccioli. Non ha quindi reso come sperato e il contratto, al termine del campionato, è stato risolto.
Nel 1996, si è trasferito in Messico, al Club América. Dopo una sola stagione, però, ha firmato per i rivali dell'Atlante.
Dopo i due anni messicani, è tornato alla Steaua, ma ha annunciato il ritiro nel 1998, a soli ventinove anni.

### Nazionale
Ha debuttato con la Romania nel 1989, entrando a partita in corso, in una sfida con la Grecia. Da allora, è stato una delle colonne della squadra, fino al 1998.
Ha giocato due partite nel Mondiale 1990, mentre è stato utilizzato in tutte le cinque gare disputate dalla Romania al campionato del mondo 1994. Proprio nell'edizione 1994, si rese protagonista di una memorabile prestazione contro l'Argentina battuta per 3-2. Dumitrescu mise a segno una doppietta e confezionò l'assist per il gol decisivo di Hagi. La sua prestazione contribuì a qualificare la Nazionale rumena ai quarti, risultato che non aveva mai raggiunto nella sua storia.
Ha partecipato anche al Mondiale 1998.

### Allenatore
Dopo il suo ritiro, è stato un procuratore sportivo, ma l'esperienza è durata molto poco: ha infatti scelto di intraprendere la carriera di allenatore.
Ha iniziato nella Divizia A, richiesto dall'Oțelul Galați. Sempre in Romania, ha allenato il Bacău e poi il Brașov. Nel 2003, è stato scelto come selezionatore della Romania under 21.
Nel 2003, è andato ad allenare l'Apollōn Limassol. Ha utilizzato il catenaccio, ma è riuscito a vincere dodici delle tredici partite iniziali, laureandosi campione d'inverno. È stato nominato anche Allenatore dell'anno 2004. A febbraio 2004, è stato ingaggiato come tecnico dell'AEK Atene.
Dopo aver lasciato la squadra della capitale greca, è diventato allenatore di Egaleo e Akratitos. Dopo un'altra esperienza con il Kallithea, è diventato il responsabile tecnico del PAOK, dove è stato aspramente criticato per il suo modo di giocare decisamente difensivo.

## Statistiche

### Cronologia presenze e reti in nazionale
| Cronologia completa delle presenze e delle reti in nazionale ― Romania | Cronologia completa delle presenze e delle reti in nazionale ― Romania | Cronologia completa delle presenze e delle reti in nazionale ― Romania | Cronologia completa delle presenze e delle reti in nazionale ― Romania | Cronologia completa delle presenze e delle reti in nazionale ― Romania | Cronologia completa delle presenze e delle reti in nazionale ― Romania | Cronologia completa delle presenze e delle reti in nazionale ― Romania | Cronologia completa delle presenze e delle reti in nazionale ― Romania |
| Data                                                                   | Città                                                                  | In casa                                                                | Risultato                                                              | Ospiti                                                                 | Competizione                                                           | Reti                                                                   | Note                                                                   |
| ---------------------------------------------------------------------- | ---------------------------------------------------------------------- | ---------------------------------------------------------------------- | ---------------------------------------------------------------------- | ---------------------------------------------------------------------- | ---------------------------------------------------------------------- | ---------------------------------------------------------------------- | ---------------------------------------------------------------------- |
| 26-4-1989                                                              | Amarousio                                                              | Grecia                                                                 | 0 – 0                                                                  | Romania                                                                | Qual. Mondiali 1990                                                    | -                                                                      | 79’                                                                    |
| 17-5-1989                                                              | Bucarest                                                               | Romania                                                                | 1 – 0                                                                  | Bulgaria                                                               | Qual. Mondiali 1990                                                    | -                                                                      | 83’                                                                    |
| 31-8-1989                                                              | Setúbal                                                                | Portogallo                                                             | 0 – 0                                                                  | Romania                                                                | Amichevole                                                             | -                                                                      | 46’                                                                    |
| 5-9-1989                                                               | Nitra                                                                  | Cecoslovacchia                                                         | 2 – 0                                                                  | Romania                                                                | Amichevole                                                             | -                                                                      | 60’                                                                    |
| 28-3-1990                                                              | Il Cairo                                                               | Egitto                                                                 | 1 – 3                                                                  | Romania                                                                | Amichevole                                                             | -                                                                      | 81’                                                                    |
| 3-4-1990                                                               | Losanna                                                                | Svizzera                                                               | 2 – 1                                                                  | Romania                                                                | Amichevole                                                             | -                                                                      | 75’                                                                    |
| 25-4-1990                                                              | Haifa                                                                  | Israele                                                                | 1 – 4                                                                  | Romania                                                                | Amichevole                                                             | -                                                                      | 46’                                                                    |
| 21-5-1990                                                              | Bucarest                                                               | Romania                                                                | 1 – 0                                                                  | Egitto                                                                 | Amichevole                                                             | -                                                                      | 74’                                                                    |
| 26-5-1990                                                              | Bruxelles                                                              | Belgio                                                                 | 2 – 2                                                                  | Romania                                                                | Amichevole                                                             | -                                                                      | 58’                                                                    |
| 9-6-1990                                                               | Bari                                                                   | Romania                                                                | 2 – 0                                                                  | Unione Sovietica                                                       | Mondiali 1990 - 1º turno                                               | -                                                                      | 87’                                                                    |
| 14-6-1990                                                              | Bari                                                                   | Camerun                                                                | 2 – 1                                                                  | Romania                                                                | Mondiali 1990 - 1º turno                                               | -                                                                      | 55’                                                                    |
| 29-8-1990                                                              | Mosca                                                                  | Unione Sovietica                                                       | 1 – 2                                                                  | Romania                                                                | Amichevole                                                             | -                                                                      | 85’                                                                    |
| 26-9-1990                                                              | Bucarest                                                               | Romania                                                                | 2 – 1                                                                  | Polonia                                                                | Amichevole                                                             | -                                                                      | 57’                                                                    |
| 5-12-1990                                                              | Bucarest                                                               | Romania                                                                | 6 – 0                                                                  | San Marino                                                             | Qual. Euro 1992                                                        | -                                                                      | 46’                                                                    |
| 28-8-1991                                                              | Brașov                                                                 | Romania                                                                | 0 – 2                                                                  | Stati Uniti                                                            | Amichevole                                                             | -                                                                      | 46’                                                                    |
| 16-10-1991                                                             | Bucarest                                                               | Romania                                                                | 1 – 0                                                                  | Scozia                                                                 | Qual. Euro 1992                                                        | -                                                                      | 74’                                                                    |
| 20-11-1991                                                             | Sofia                                                                  | Bulgaria                                                               | 1 – 1                                                                  | Romania                                                                | Qual. Euro 1992                                                        | -                                                                      | 61’                                                                    |
| 8-4-1992                                                               | Bucarest                                                               | Romania                                                                | 2 – 0                                                                  | Lettonia                                                               | Amichevole                                                             | -                                                                      | 69’                                                                    |
| 26-8-1992                                                              | Bucarest                                                               | Romania                                                                | 2 – 0                                                                  | Messico                                                                | Amichevole                                                             | 1                                                                      | 84’                                                                    |
| 14-10-1992                                                             | Bruxelles                                                              | Belgio                                                                 | 1 – 0                                                                  | Romania                                                                | Qual. Mondiali 1994                                                    | -                                                                      | 78’                                                                    |
| 14-11-1992                                                             | Bucarest                                                               | Romania                                                                | 1 – 1                                                                  | Cecoslovacchia                                                         | Qual. Mondiali 1994                                                    | 1                                                                      |                                                                        |
| 29-11-1992                                                             | Larnaca                                                                | Cipro                                                                  | 1 – 4                                                                  | Romania                                                                | Qual. Mondiali 1994                                                    | -                                                                      | 86’                                                                    |
| 31-1-1993                                                              | Guayaquil                                                              | Ecuador                                                                | 3 – 0                                                                  | Romania                                                                | Amichevole                                                             | -                                                                      |                                                                        |
| 3-2-1993                                                               | Lima                                                                   | Perù                                                                   | 0 – 2                                                                  | Romania                                                                | Amichevole                                                             | 1                                                                      |                                                                        |
| 6-2-1993                                                               | Santa Barbara                                                          | Stati Uniti                                                            | 1 – 1                                                                  | Romania                                                                | Amichevole                                                             | 1                                                                      |                                                                        |
| 10-2-1993                                                              | Monterrey                                                              | Messico                                                                | 2 – 0                                                                  | Romania                                                                | Amichevole                                                             | -                                                                      |                                                                        |
| 14-4-1993                                                              | Bucarest                                                               | Romania                                                                | 2 – 1                                                                  | Cipro                                                                  | Qual. Mondiali 1994                                                    | 2                                                                      | 74’                                                                    |
| 2-6-1993                                                               | Košice                                                                 | Cecoslovacchia                                                         | 5 – 2                                                                  | Romania                                                                | Qual. Mondiali 1994                                                    | -                                                                      | 26’                                                                    |
| 22-9-1993                                                              | Bucarest                                                               | Romania                                                                | 1 – 0                                                                  | Israele                                                                | Amichevole                                                             | -                                                                      | cap.                                                                   |
| 13-10-1993                                                             | Bucarest                                                               | Romania                                                                | 2 – 1                                                                  | Belgio                                                                 | Qual. Mondiali 1994                                                    | 1                                                                      |                                                                        |
| 17-11-1993                                                             | Cardiff                                                                | Galles                                                                 | 1 – 2                                                                  | Romania                                                                | Qual. Mondiali 1994                                                    | -                                                                      | 89’                                                                    |
| 13-2-1994                                                              | Hong Kong                                                              | Stati Uniti                                                            | 1 – 2                                                                  | Romania                                                                | Amichevole                                                             | 2                                                                      | cap. 85’                                                               |
| 16-2-1994                                                              | Changwon                                                               | Corea del Sud                                                          | 1 – 2                                                                  | Romania                                                                | Amichevole                                                             | 2                                                                      | cap.                                                                   |
| 23-3-1994                                                              | Belfast                                                                | Irlanda del Nord                                                       | 2 – 0                                                                  | Romania                                                                | Amichevole                                                             | -                                                                      |                                                                        |
| 20-4-1994                                                              | Bucarest                                                               | Romania                                                                | 3 – 0                                                                  | Bolivia                                                                | Amichevole                                                             | 2                                                                      |                                                                        |
| 25-5-1994                                                              | Bucarest                                                               | Romania                                                                | 2 – 0                                                                  | Nigeria                                                                | Amichevole                                                             | 1                                                                      | 81’                                                                    |
| 1-6-1994                                                               | Bucarest                                                               | Romania                                                                | 0 – 0                                                                  | Slovenia                                                               | Amichevole                                                             | -                                                                      | 77’                                                                    |
| 12-6-1994                                                              | Mission Viejo                                                          | Romania                                                                | 1 – 1                                                                  | Svezia                                                                 | Amichevole                                                             | -                                                                      | 78’                                                                    |
| 18-6-1994                                                              | Pasadena                                                               | Colombia                                                               | 1 – 3                                                                  | Romania                                                                | Mondiali 1994 - 1º turno                                               | -                                                                      | 68’                                                                    |
| 22-6-1994                                                              | Detroit                                                                | Romania                                                                | 1 – 4                                                                  | Svizzera                                                               | Mondiali 1994 - 1º turno                                               | -                                                                      | 71’                                                                    |
| 26-6-1994                                                              | Pasadena                                                               | Stati Uniti                                                            | 0 – 1                                                                  | Romania                                                                | Mondiali 1994 - 1º turno                                               | -                                                                      |                                                                        |
| 3-7-1994                                                               | Pasadena                                                               | Romania                                                                | 3 – 2                                                                  | Argentina                                                              | Mondiali 1994 - Ottavi di finale                                       | 2                                                                      | 84’ 89’                                                                |
| 10-7-1994                                                              | Stanford                                                               | Romania                                                                | 2 – 2 dts (4 – 5 dtr)                                                  | Svezia                                                                 | Mondiali 1994 - Quarti di finale                                       | -                                                                      |                                                                        |
| 7-9-1994                                                               | Bucarest                                                               | Romania                                                                | 3 – 0                                                                  | Azerbaigian                                                            | Qual. Euro 1996                                                        | -                                                                      |                                                                        |
| 8-10-1994                                                              | Saint-Étienne                                                          | Francia                                                                | 0 – 0                                                                  | Romania                                                                | Qual. Euro 1996                                                        | -                                                                      | 58’                                                                    |
| 12-10-1994                                                             | Londra                                                                 | Inghilterra                                                            | 1 – 1                                                                  | Romania                                                                | Amichevole                                                             | 1                                                                      |                                                                        |
| 12-11-1994                                                             | Bucarest                                                               | Romania                                                                | 3 – 2                                                                  | Slovacchia                                                             | Qual. Euro 1996                                                        | -                                                                      |                                                                        |
| 14-12-1994                                                             | Tel Aviv                                                               | Israele                                                                | 1 – 1                                                                  | Romania                                                                | Qual. Euro 1996                                                        | -                                                                      | 73’                                                                    |
| 29-3-1995                                                              | Bucarest                                                               | Romania                                                                | 2 – 1                                                                  | Polonia                                                                | Qual. Euro 1996                                                        | -                                                                      |                                                                        |
| 26-4-1995                                                              | Trebisonda                                                             | Azerbaigian                                                            | 1 – 4                                                                  | Romania                                                                | Qual. Euro 1996                                                        | 1                                                                      |                                                                        |
| 7-6-1995                                                               | Bucarest                                                               | Romania                                                                | 2 – 1                                                                  | Israele                                                                | Qual. Euro 1996                                                        | -                                                                      | 44’ 61’                                                                |
| 11-10-1995                                                             | Bucarest                                                               | Romania                                                                | 1 – 3                                                                  | Francia                                                                | Qual. Euro 1996                                                        | -                                                                      | 46’                                                                    |
| 15-11-1995                                                             | Košice                                                                 | Slovacchia                                                             | 0 – 2                                                                  | Romania                                                                | Qual. Euro 1996                                                        | -                                                                      | 74’                                                                    |
| 18-9-1996                                                              | Bucarest                                                               | Romania                                                                | 1 – 2                                                                  | Emirati Arabi Uniti                                                    | Amichevole                                                             | -                                                                      | 58’                                                                    |
| 9-10-1996                                                              | Reykjavík                                                              | Islanda                                                                | 0 – 4                                                                  | Romania                                                                | Qual. Mondiali 1998                                                    | -                                                                      | 82’                                                                    |
| 20-8-1997                                                              | Bucarest                                                               | Romania                                                                | 4 – 2                                                                  | Macedonia                                                              | Qual. Mondiali 1998                                                    | 1                                                                      | 6’                                                                     |
| 6-9-1997                                                               | Eschen                                                                 | Liechtenstein                                                          | 1 – 8                                                                  | Romania                                                                | Qual. Mondiali 1998                                                    | -                                                                      |                                                                        |
| 10-9-1997                                                              | Bucarest                                                               | Romania                                                                | 4 – 0                                                                  | Islanda                                                                | Qual. Mondiali 1998                                                    | -                                                                      |                                                                        |
| 11-10-1997                                                             | Dublino                                                                | Irlanda                                                                | 1 – 1                                                                  | Romania                                                                | Qual. Mondiali 1998                                                    | -                                                                      | 84’                                                                    |
| 3-6-1998                                                               | Bucarest                                                               | Romania                                                                | 3 – 2                                                                  | Paraguay                                                               | Amichevole                                                             | -                                                                      | 81’                                                                    |
| 6-6-1998                                                               | Ploiești                                                               | Romania                                                                | 5 – 1                                                                  | Moldavia                                                               | Amichevole                                                             | 1                                                                      | 46’                                                                    |
| 26-6-1998                                                              | Saint-Denis                                                            | Tunisia                                                                | 1 – 1                                                                  | Romania                                                                | Mondiali 1998 - 1º turno                                               | -                                                                      | 67’                                                                    |
| Totale                                                                 |                                                                        | Presenze                                                               | 62                                                                     |                                                                        | Reti                                                                   | 20                                                                     |                                                                        |

## Palmarès

### Giocatore

#### Club

##### Competizioni nazionali
- Campionato rumeno: 4

Steaua Bucarest: 1986-1987, 1988-1989, 1992-1993, 1993-1994
- Coppa di Romania: 3

Steaua Bucarest: 1986-1987, 1988-1989, 1991-1992
- Supercoppa di Romania: 1

Steaua Bucarest: 1998

##### Competizioni internazionali
- Supercoppa UEFA: 1

Steaua Bucarest: 1986

#### Individuale
- Capocannoniere del campionato rumeno: 1

1992-1993 (24 gol)

### Allenatore
- Allenatore dell'anno del campionato cipro: 1

2004